# Рівненська сільська рада (Мурованокуриловецький район)
| Рівненська сільська рада — колишній орган місцевого самоврядування у Мурованокуриловецькому районі Вінницької області з адміністративним центром у с. Рівне. Сільській раді підпорядковані населені пункти: - с. Рівне - с. Нишівці |

## Склад ради
Рада складається з 12 депутатів та голови.

## Керівний склад сільської ради
| ПІБ                        | Основні відомості                               | Дата обрання | Дата звільнення |
| -------------------------- | ----------------------------------------------- | ------------ | --------------- |
| Чуплакова Надія Миколаївна | Сільський голова, 1967 року народження, освіта, | 12.11.2015   |                 |
|                            |                                                 |              |                 |

Примітка: таблиця складена за даними джерела